# Veronika Křesťanová
Veronika Křesťanová (* 7. června 1969) je česká právnička a soudkyně, vysokoškolská pedagožka, v letech 2017 až 2023 místopředsedkyně Městského soudu v Praze, od srpna 2023 soudkyně Ústavního soudu ČR, od června 2024 pak jeho místopředsedkyně.

## Život
V letech 1987 až 1992 vystudovala obor právo na Právnické fakultě Univerzity Karlovy v Praze a získala titul Mgr. Během studia absolvovala v roce 1991 dvousemestrální studium na Právnické fakultě Univerzity Passau v Německu. V roce 1998 pak úspěšné složila na Právnické fakultě Univerzity Karlovy rigorózní zkoušky (získala titul JUDr.) a zakončila i doktorské studium (získala titul Dr.). Jejím životním partnerem je novinář Petr Šabata.
Do roku 2010 působila v advokacii, a to u advokátní kanceláře AK Kříž a Bělina (1992 až 1995 jako advokátní koncipientka a 1995 až 2010 jako komerční právnička). Od roku 2010 byla soudkyní Městského soudu v Praze, kde rozhodovala autorskoprávní spory; od roku 2017 byla místopředsedkyní soudu pro věci občanskoprávní. Je spoluautorkou autorského zákona a úpravy licenční smlouvy v novém občanském zákoníku. V roce 2015 získala v oboru právo duševního vlastnictví ocenění „Právník roku 2014“. V letech 2006 až 2010 pracovala také jako rozhodce u Rozhodčího soudu při Hospodářské a Agrární komoře ČR, v letech 2002 až 2010 byla členkou Arbitrážní komise Rady pro reklamu.
Od roku 1994 vyučuje na Ústavu práva autorského, práv průmyslových a práva soutěžního Právnické fakulty Univerzity Karlovy v Praze (např. předměty Základy práv duševního vlastnictví, Autorské právo a průmyslová práva v informační společnosti či Občanské právo hmotné). V letech 1992 až 2014 externě působila i na Fakultě sociálních věd Univerzity Karlovy (předmět Mediální právo) a od roku 1999 externě působí na Katedře produkce Filmové a televizní fakulty Akademie múzických umění v Praze (předmět Mediální právo). Jejími oblastmi odborného zájmu jsou autorské právo, ochrana osobnosti a mediální právo.

### Ústavní soudkyně
V červnu 2023 zaslal prezident ČR Petr Pavel Senátu PČR její nominaci na post soudkyně Ústavního soudu ČR. Dne 11. července 2023 podpořil její nominaci Ústavně-právní výbor Senátu PČR i senátní výbor pro lidská práva. Na začátku srpna 2023 vyslovil Senát souhlas s jejím jmenováním soudkyní Ústavního soudu ČR, získala 48 hlasů od 67 přítomných senátorů a senátorek. Jmenována do funkce byla  8. srpna. V červnu 2024 byla jmenována místopředsedkyní soudu, když na tomto postu nahradila Vojtěcha Šimíčka.